# Darwen FC
Darwen FC is een Engelse voetbalclub uit Darwen, nabij Blackburn. De club werd opgericht in 1870.
De club speelde in de Football League van 1891 tot 1899. Zes seizoenen werden in 2de doorgebracht en 2 in de 1ste klasse. In hun laatste League-seizoen werden ze berucht omdat ze 18 wedstrijden op rij verloren.
De club houdt ook het record voor de zwaarste nederlaag in de hoogste klasse, 12-0 tegen West Bromwich Albion.
In het seizoen 1899-1900 sloot de club zich aan bij de Lancashire League die later werd omgedoopt in de Lancashire Combination.
In 1982 was de club een van de stichtende leden van de North West Counties League. In mei 2009 ging de club failliet en werd ontbonden. Opvolger AFC Darwen werd opgericht.

## Erelijst
- Lancashire Combination: 1931, 1932
- Lancashire League: 1902